# Proverville
Proverville település Franciaországban, Aube megyében. Lakosainak száma 223 fő (2022. január 1.). Proverville Ailleville, Bar-sur-Aube, Couvignon, Fravaux, Jaucourt, Montier-en-l’Isle és Spoy községekkel határos.

## Népesség
A település népessége az elmúlt években az alábbi módon változott:
| Lakosok száma | 304  | 331  | 279  | 273  | 239  | 238  | 239  | 239  | 236  | 223  |
|               | 1968 | 1982 | 1990 | 2006 | 2013 | 2015 | 2017 | 2019 | 2020 | 2022 |